# Porta Settimiana

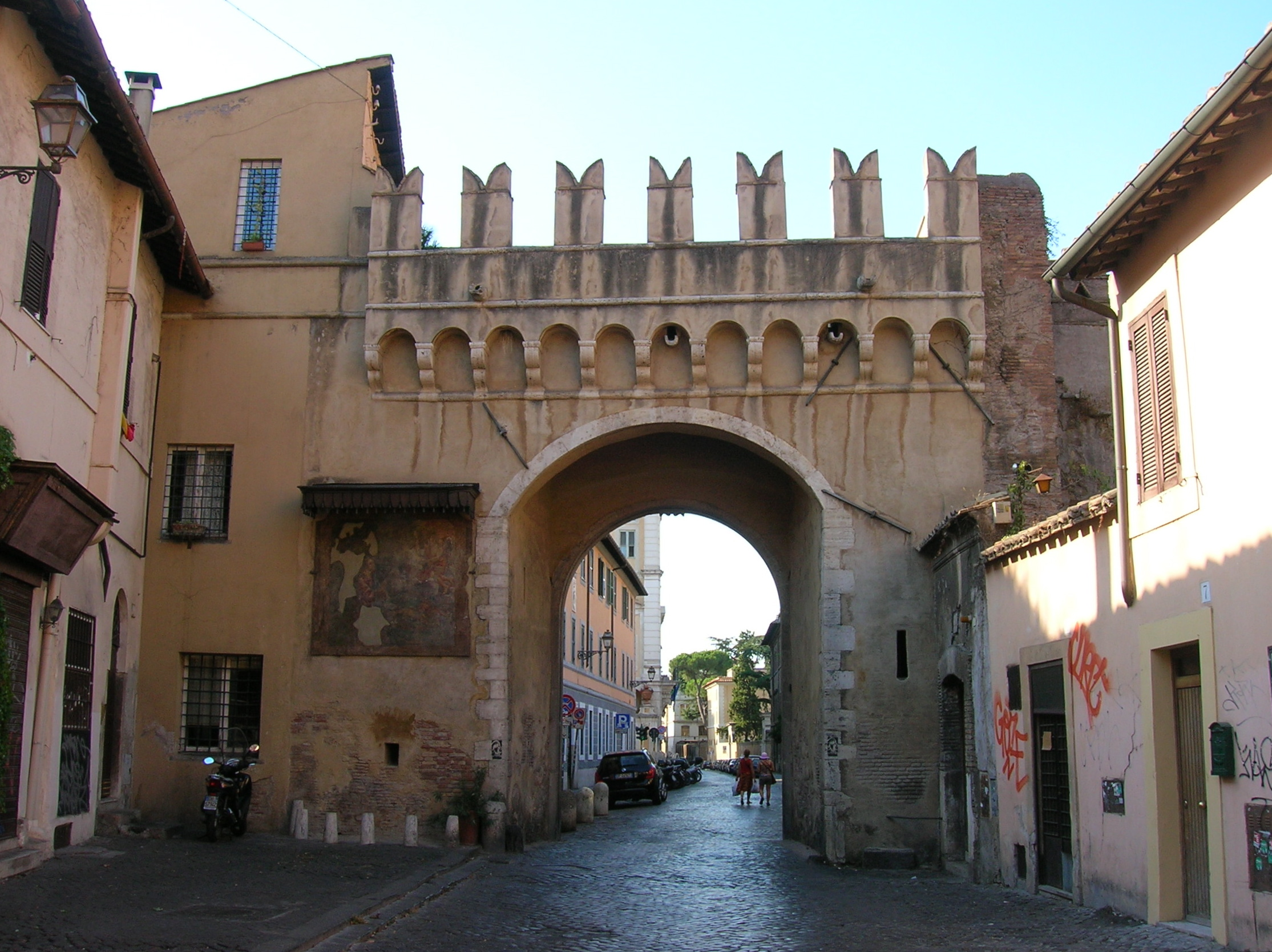
Porta Settimiana

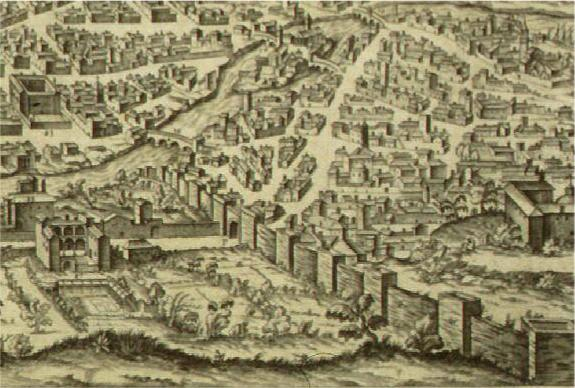
Porta Settimiana op een kaart uit 1555

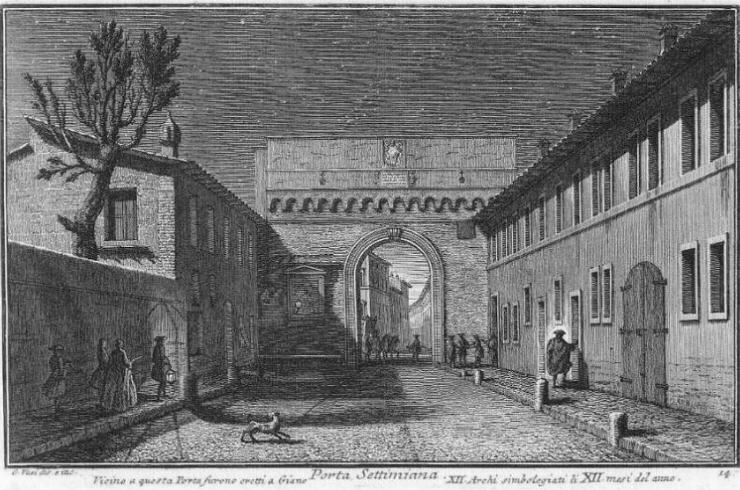
Porta Settimiana op een tekening van Vasi, rond 1750

De Porta Settimiana is een stadspoort in de antieke Aureliaanse Muur in Rome. Op dezelfde plaats stond vroeger de antieke Porta Septimiana.

## De Porta Septimiana
De Porta Septimiana was een van de drie poorten in de sectie van de Aureliaanse Muur die gebouwd was op de westelijke oever van de Tiber, in de wijk Trastevere.
De eerste melding van een poort op deze plaats stamt uit het tijdperk van keizer Septimius Severus (192-201). Deze poort gaf toegang tot zijn landgoed met buitenhuis. Het is mogelijk dat de architecten van keizer Aurelianus aan het eind van de 3e eeuw deze zelfde poort in de Aureliaanse Muur hebben ingebouwd om als stadspoort te laten dienen. Hoe de Romeinse poort er precies uitzag is niet meer bekend.

## De Porta Settimiana
De huidige naam Porta Settimiana is een verbastering van de oude naam.
De nieuwe poort is gebouwd in 1498 onder paus Alexander VI. Hier begon in de middeleeuwen de Via Recta, een straat die naar de Sint-Pietersbasiliek liep. Pelgrims die in de haven van Trastevere aankwamen liepen over deze weg naar het Vaticaan.
Nadat Paus Urbanus VIII in de jaren 30 van de 17e eeuw een nieuwe stadsmuur liet bouwen ter verdediging van de wijk Trastevere, kwam de Porta Septiminia binnen deze ommuring te liggen en verloor zijn defensieve functie. De Aureliaanse Muur is na de bouw van de nieuwe muur vrijwel geheel verdwenen in deze wijk. De poort is voor het laatst verbouwd in 1798 en kreeg toen zijn huidige uiterlijk, met de kantelen. Op beide zijden van de poort is een fresco geschilderd. Hoewel deze inmiddels onder een afdak zijn geplaatst, zijn de afbeeldingen in slechte staat.